# Marines (ort i Spanien, Valencia, Província de València, lat 39,74, long -0,53)
Marines är en ort i Spanien.   Den ligger i provinsen Província de València och regionen Valencia, i den östra delen av landet, 280 km öster om huvudstaden Madrid. Marines ligger 443 meter över havet och antalet invånare är 1 464.
Terrängen runt Marines är kuperad, och sluttar söderut. Runt Marines är det ganska tätbefolkat, med 86 invånare per kvadratkilometer. Närmaste större samhälle är Segorbe, 12,7 km norr om Marines. 